# Magny-lès-Villers
Magny-lès-Villers é uma comuna francesa na região administrativa da Borgonha-Franco-Condado, no departamento de Côte-d'Or. Estende-se por uma área de 3,84 km². Em 2010 a comuna tinha 253 habitantes (densidade: 65,9 hab./km²).